# Calycopsis bigelowi
Calycopsis bigelowi är en nässeldjursart som beskrevs av Ernst Vanhöffen 1911. Calycopsis bigelowi ingår i släktet Calycopsis och familjen Bythotiaridae.
Artens utbredningsområde är Röda havet. Inga underarter finns listade i Catalogue of Life.